# Дворницкая

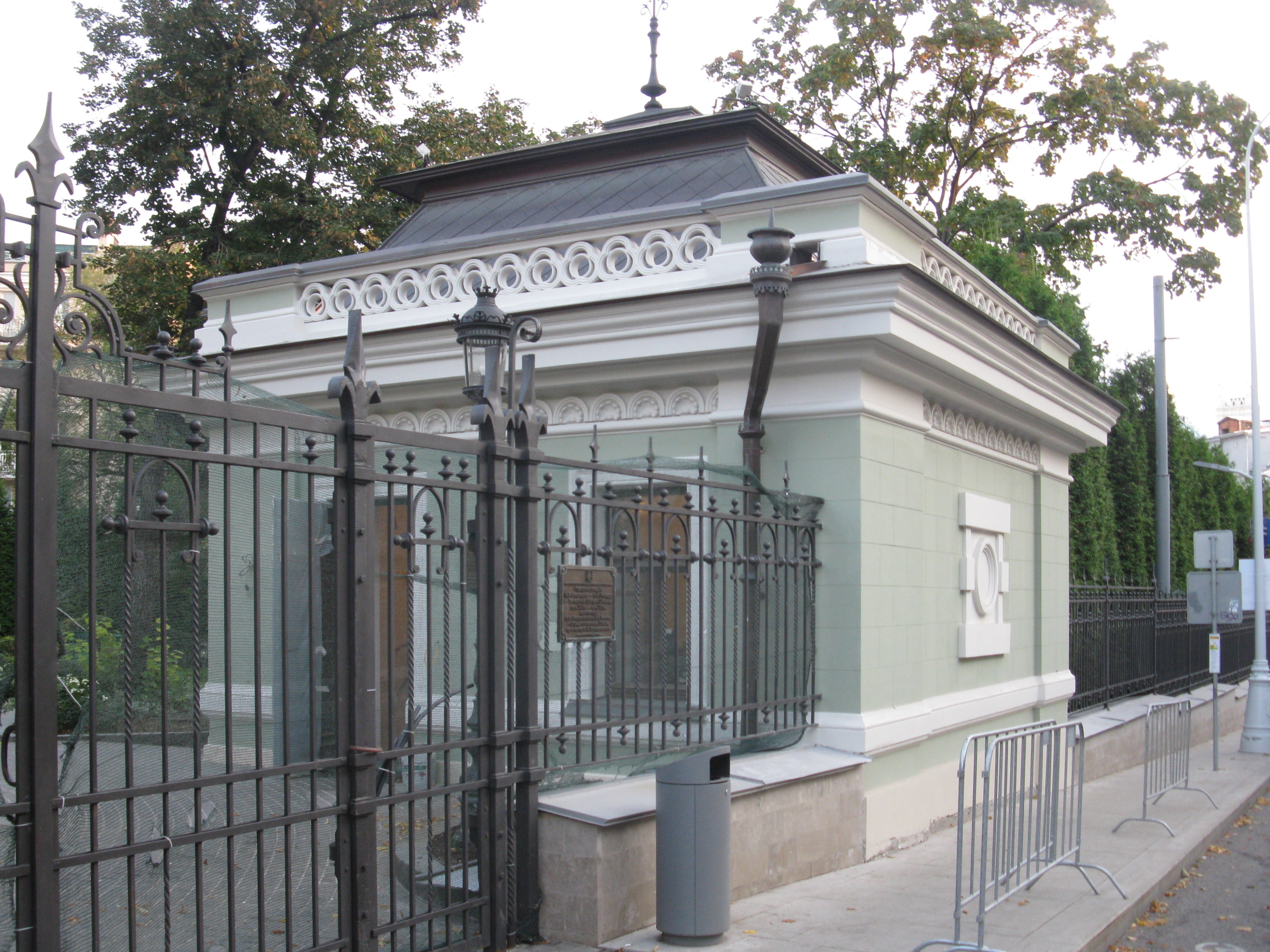
Дворницкая в усадьбе Спиридова в Москве

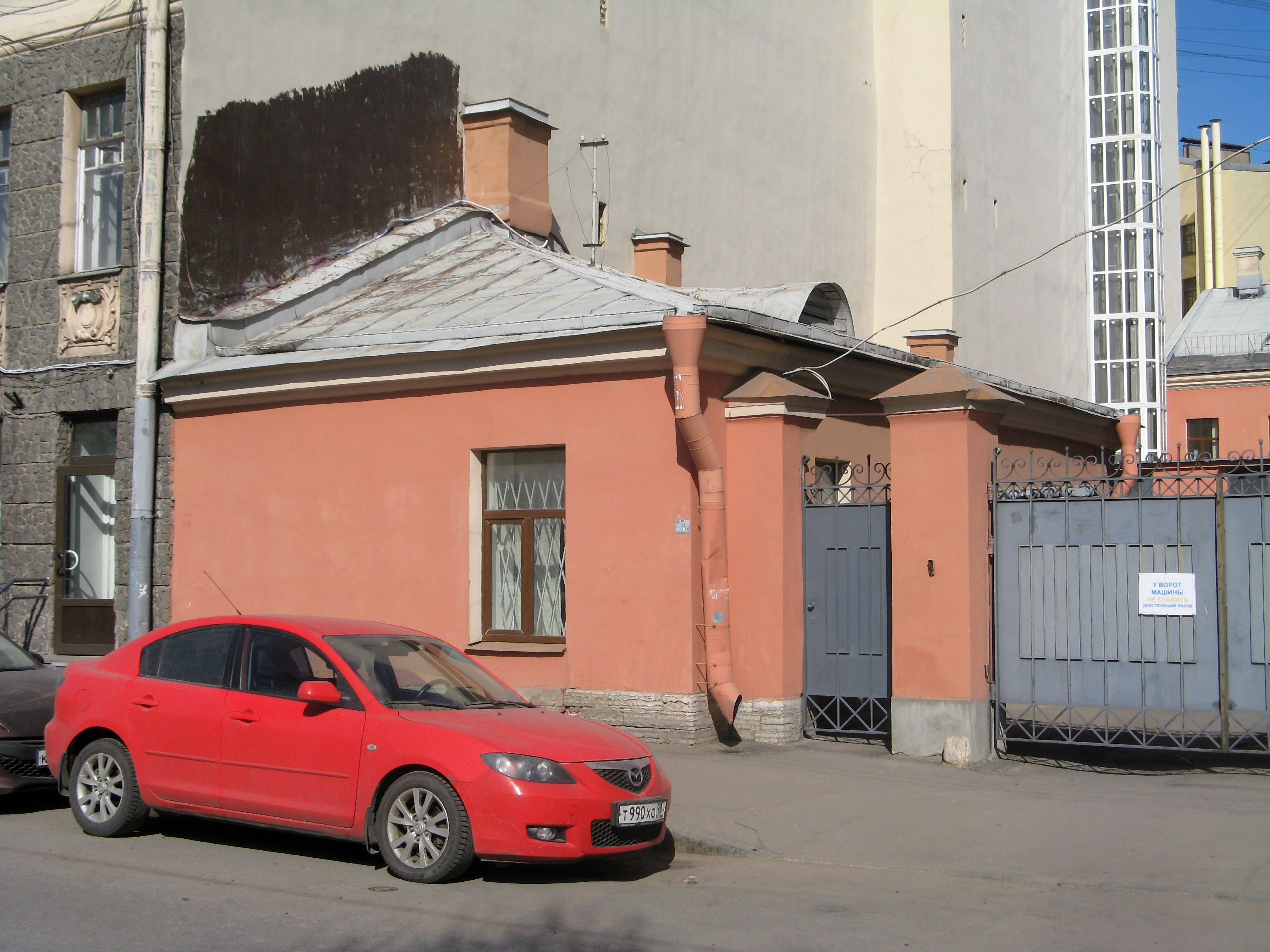
Дворницкая бывшего женского училища Святой Елены в Санкт-Петербурге

Дворницкая — помещение с отдельным входом с улицы, для проживания дворника и хранения уличного уборочного инвентаря. Может быть отдельным небольшим зданием, пристройкой к обслуживаемому зданию, находится внутри здания на первом или полуподвальном этажах. Наиболее распространенной планировкой дворницкой было наличие двух комнат — спальни для проживания дворника и комнаты ожидания, в которой мог временно находится посыльный, кучер гостя и посетители. Дворницкая оборудовалась отдельной печью, выходящей на две комнаты, что позволяло просушивать уборочный инвентарь от снега и влаги, а пристроенная плита обеспечивала приготовление пищи. В большинстве случаев имела окно, позволяющее просматривать двор и входную калитку на придомовую территорию. На дверях дворницких доходных многоквартирных домов вешалась табличка «Дворницкая», так как у дворника можно было узнать о наличии и ценах на вакантные квартиры, сдающиеся в аренду. Отличается от швейцарской отдельным входом на улицу, а от кучерской — расположением максимально близким к уличной пешеходной калитке, ведущей на придомовую территорию.
После 1917 года и появления муниципальных коммунальных служб, дворницкие часто использовались как дополнительные квартиры или участковые пункты милиции.